# 32ª edizione dei Directors Guild of America Award
La 32ª edizione dei Directors Guild of America Award si è tenuta il 15 marzo 1980 e ha premiato i migliori registi nel campo cinematografico, televisivo e pubblicitario del 1979.

## Cinema
- Robert Benton – Kramer contro Kramer (Kramer vs. Kramer)
- Woody Allen – Manhattan
- Francis Ford Coppola – Apocalypse Now
- James Bridges – Sindrome cinese (The China Syndrome)
- Peter Yates – All American Boys (Breaking Away)

## Televisione

### Serie drammatiche
- Roger Young – Lou Grant per l'episodio Cop
- Jackie Cooper – Time Out (The White Shadow) per l'episodio Pregnant Pause
- Gene Reynolds – Lou Grant per l'episodio Bomb

### Serie commedia
- Charles S. Dubin – M*A*S*H per l'episodio Periodo di adattamento (Period of Adjustment)
- Paul Bogart – Arcibaldo (All in the Family) per l'episodio Too Good Edith
- Noam Pitlik – Barney Miller per l'episodio The Judge

### Special, film tv e trasmissioni d'attualità
- Michael Mann – La corsa di Jericho (The Jericho Mile)
- Paul Aaron – The Miracle Worker
- David Greene – Fuoco di sbarramento (Friendly Fire)
- Delbert Mann – Niente di nuovo sul fronte occidentale (All Quiet on the Western Front)

### Trasmissioni d'attualità
- Don Mischer – Kennedy Center Honors
- Stan Harris – The Muppets Go Hollywood
- Marty Pasetta – 51ª edizione dei Premi Oscar

### Trasmissioni musicali e d'intrattenimento
- Tony Charmoli – John Denver and the Muppets: A Christmas Together
- David Deutsch – Segovia at the White House
- Don Mischer – The 3rd Barry Manilow Special

### Documentari
- Alfred R. Kelman – The Body Human: The Magic Sense
- John Cosgrove – Angel Death
- William Peters – Death of a Family

## Pubblicità
- Robert Lieberman
- Robert Giraldi
- Stuart Hagmann
- N. Lacy
- Richard Loew

## Premi speciali

### Premio D.W. Griffith
- Emmett Emerson